# Религия в Испании

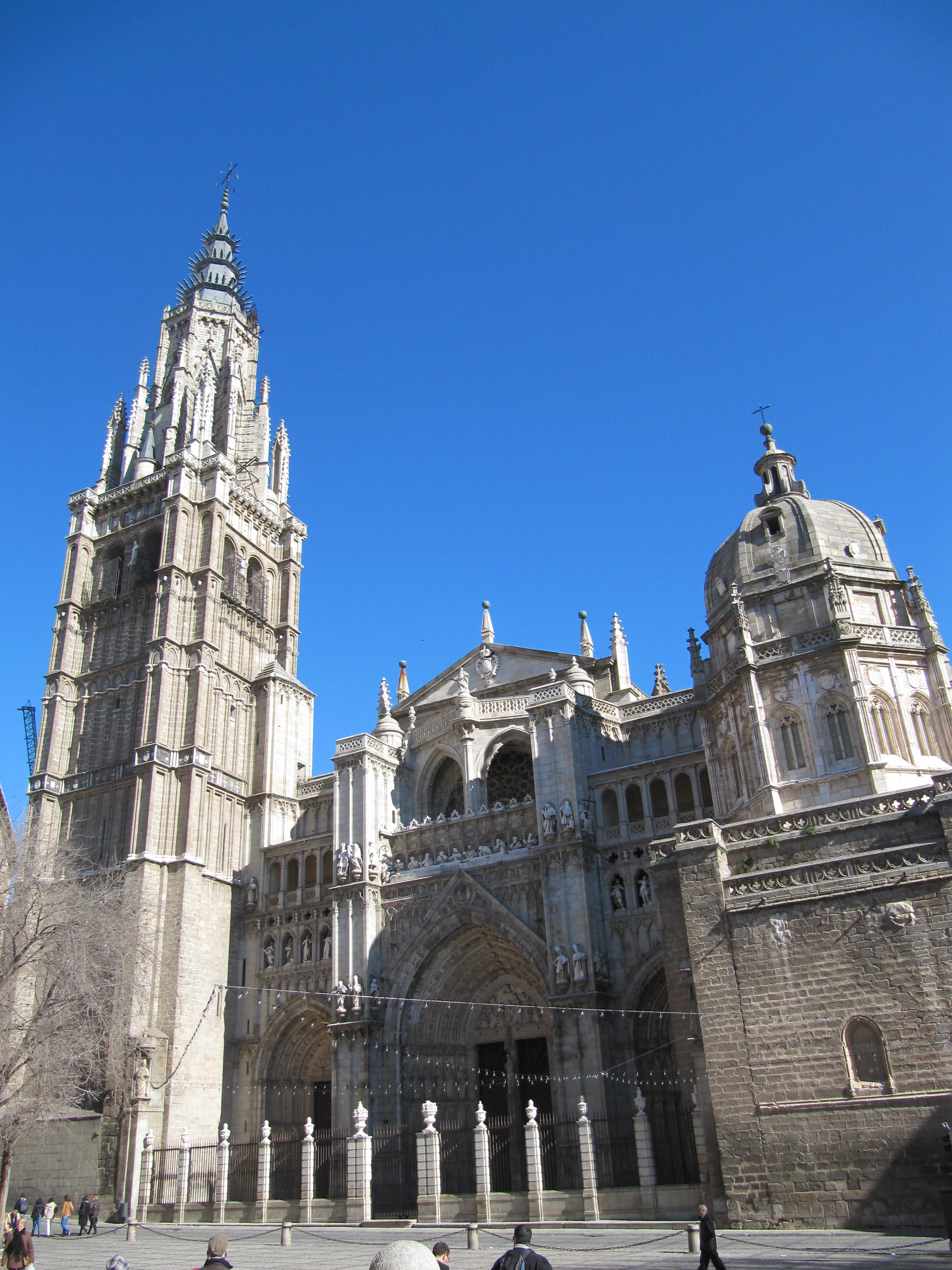
Толедский собор — кафедра архиепископа Испании, главный собор страны

Королевство Испания — светская страна, в которой церковь официально отделена от государства. Конституция страны (статья 16) провозглашает свободу вероисповедания. Конституция также запрещает дискриминацию по религиозному признаку. Одновременно с этим, конституция признаёт особые отношения с Римско-католической церковью.
Большинство граждан Испании исповедуют христианство: по разным оценкам от 78 % до 95 % населения в 2010 году, а в 2017 году - 68,4 %.

## Христианство

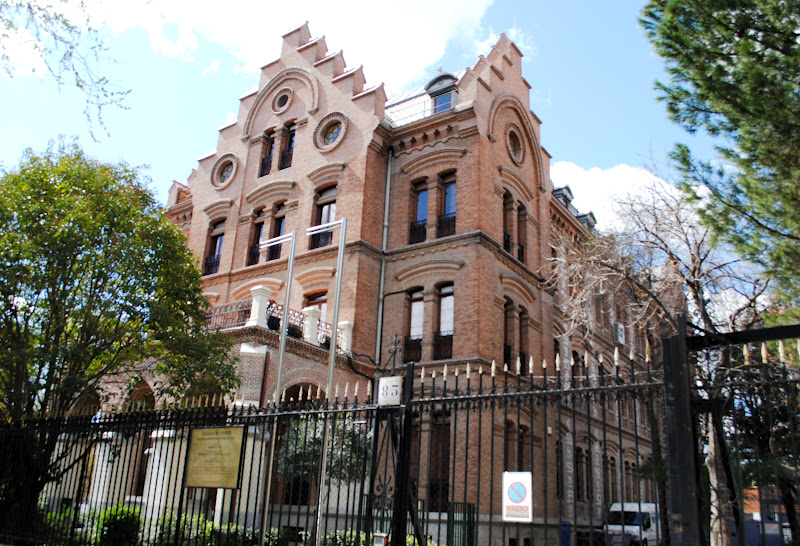
Храм Испанской евангелической церкви в Мадриде

Христианство проникло на территорию современной Испании на стыке I и II веков. В эпоху Великого переселения народов Пиренейский полуостров был захвачен вестготами, которые пытались навязать арианство населявшим Испанию потомкам иберо-римлян, однако эти попытки не увенчались успехом.
В VIII веке Пиренейский полуостров был завоёван арабами; большая часть Испании на много веков оказалась под мусульманским правлением. Последовавшая Реконкиста упрочила господство Католической церкви на полуострове.
В настоящий момент до 75 % населения страны являются католиками. Большинство из них придерживаются латинского обряда. В стране также действует Украинская грекокатолическая церковь и ряд весьма малочисленных групп неримских католиков.
Первые протестантские общины в Испании возникли ещё в XVI веке, однако были уничтожены испанской инквизицией. Протестанты (плимутские братья, реформаты, методисты, баптисты) начали проповедь в Испании в сер. XIX века. В 1920-х годах к ним присоединились пятидесятники. В последние два десятилетия XX века пятидесятники имели впечатляющий рост и к началу XXI века представляли более половины испанских протестантов.

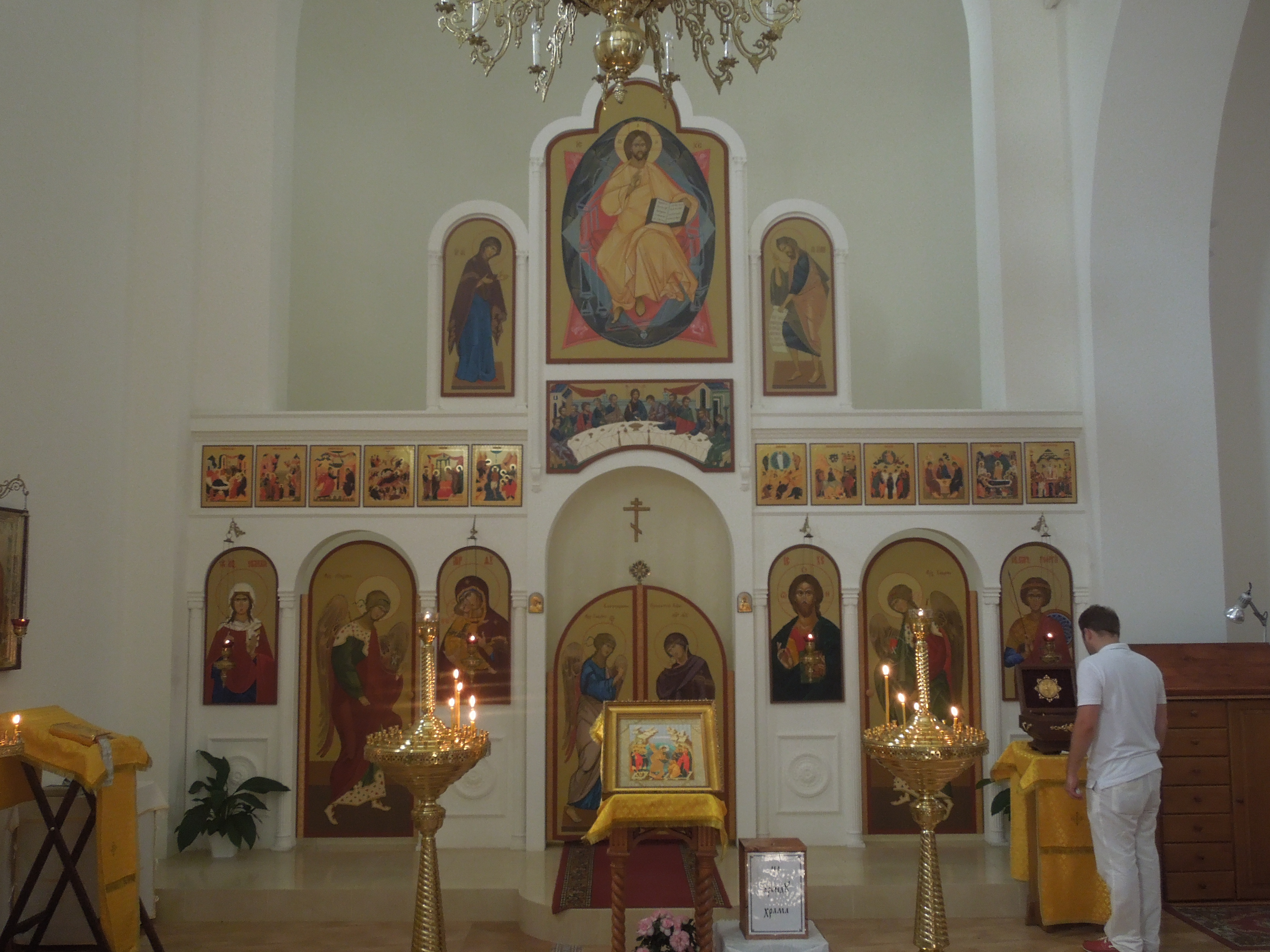
Русская православная церковь в Барселоне

В настоящее время численность протестантов в Испании оценивается в 460—567 тыс. верующих. Пятидесятники (312 тыс.) представлены в первую очередь Евангельской церковью «Филадельфия» и испанскими Ассамблеями Бога. Англикане насчитывают в Испании 76 тыс. прихожан. Более 10 тыс. верующих имеют плимутские братья, баптисты, адвентисты и межденоминационная Испанская евангелическая церковь. Среди украинской диаспоры открыты 7 приходов Церкви христиан веры евангельской Украины.
С 1990-х годов, в связи с массовой трудовой миграцией из стран Восточной Европы, в Испании заметно увеличилось число православных (900 тыс. на 2011 год). Большинство из них принадлежат к Константинопольской, Русской, Румынской или Сербской православным церквам.
Ещё 210 тыс. испанцев являются последователями различных псевдохристианских религиозных организаций; в первую очередь это Свидетели Иеговы и мормоны.

## Ислам

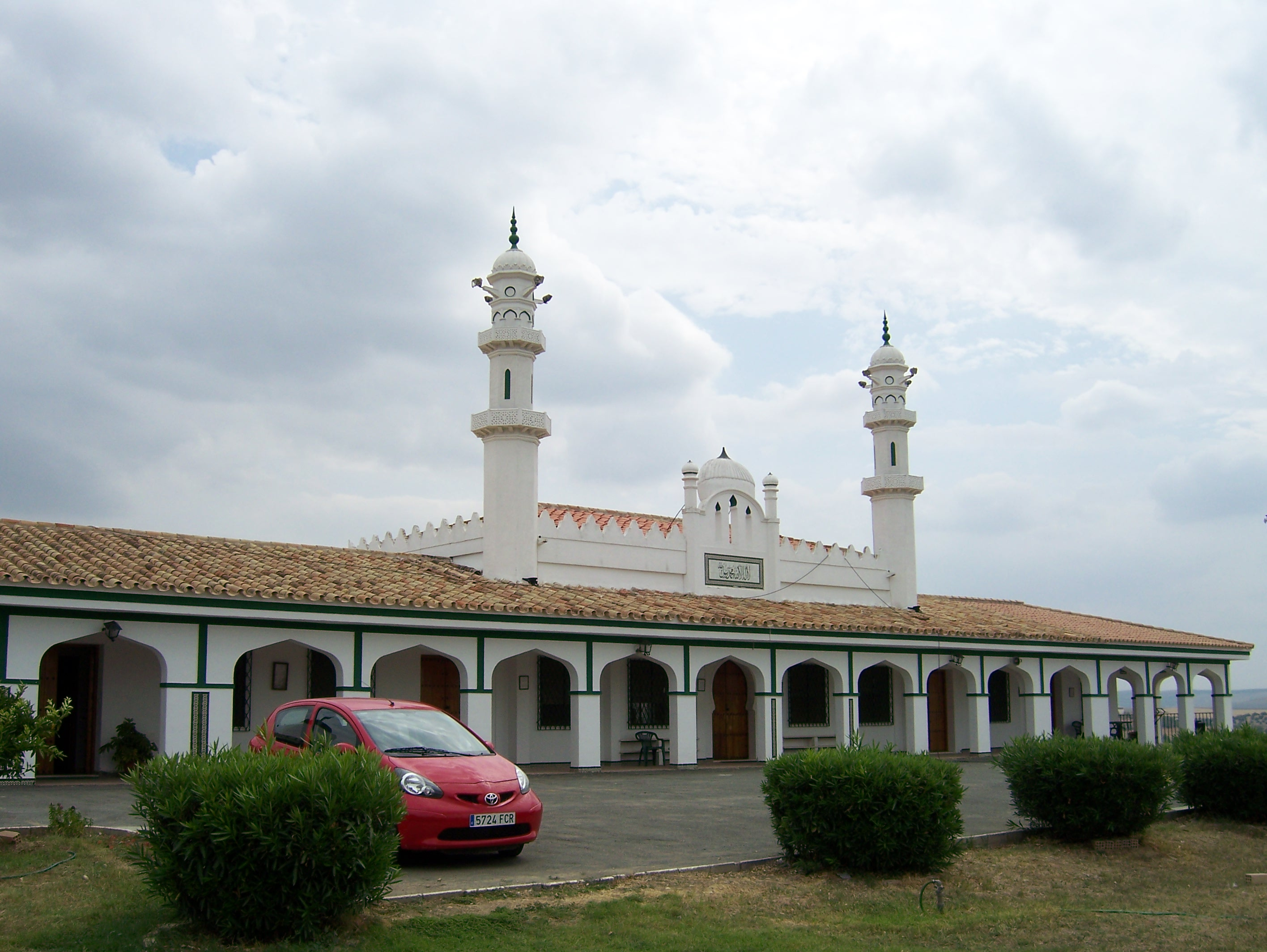
Мечеть в Педро-Абаде, построенная ахмадитами в 1982 году, стала первой мечетью страны, после Реконкисты

Ислам в Испании начал распространяться с 711 года, после вторжения на Пиренейский полуостров арабов. Расцвет мусульманства пришелся на годы Кордовского халифата, однако в ходе Реконкисты мусульмане были вытеснены с полуострова.
Последователи Мухаммеда вновь стали массово переселяться в Испанию в конце XIX века. Это были преимущественно рабочие из Марокко. Численность мусульман стала заметно увеличиваться со второй половины XX века, когда к мигрантам из Марокко присоединились беженцы из других стран Северной Африки. В настоящий момент число испанских мусульман превысило 1 млн (2,3 % населения). При этом, исламские лидеры страны говорят о 2 млн верующих. Особая ситуация складывается в автономных городах Сеута и Мелилья; в частности в последнем доля мусульман превысила 40 %. Ожидается, что в ближайшие десятилетия Сеута и Мелилья станут первыми преимущественно мусульманскими городами со времён окончания Реконкисты.
Преобладающий направлением в исламе является суннизм, преимущественно маликитского мазхаба. В Испании также имеются последователи движения ахмадие.

## Иудаизм

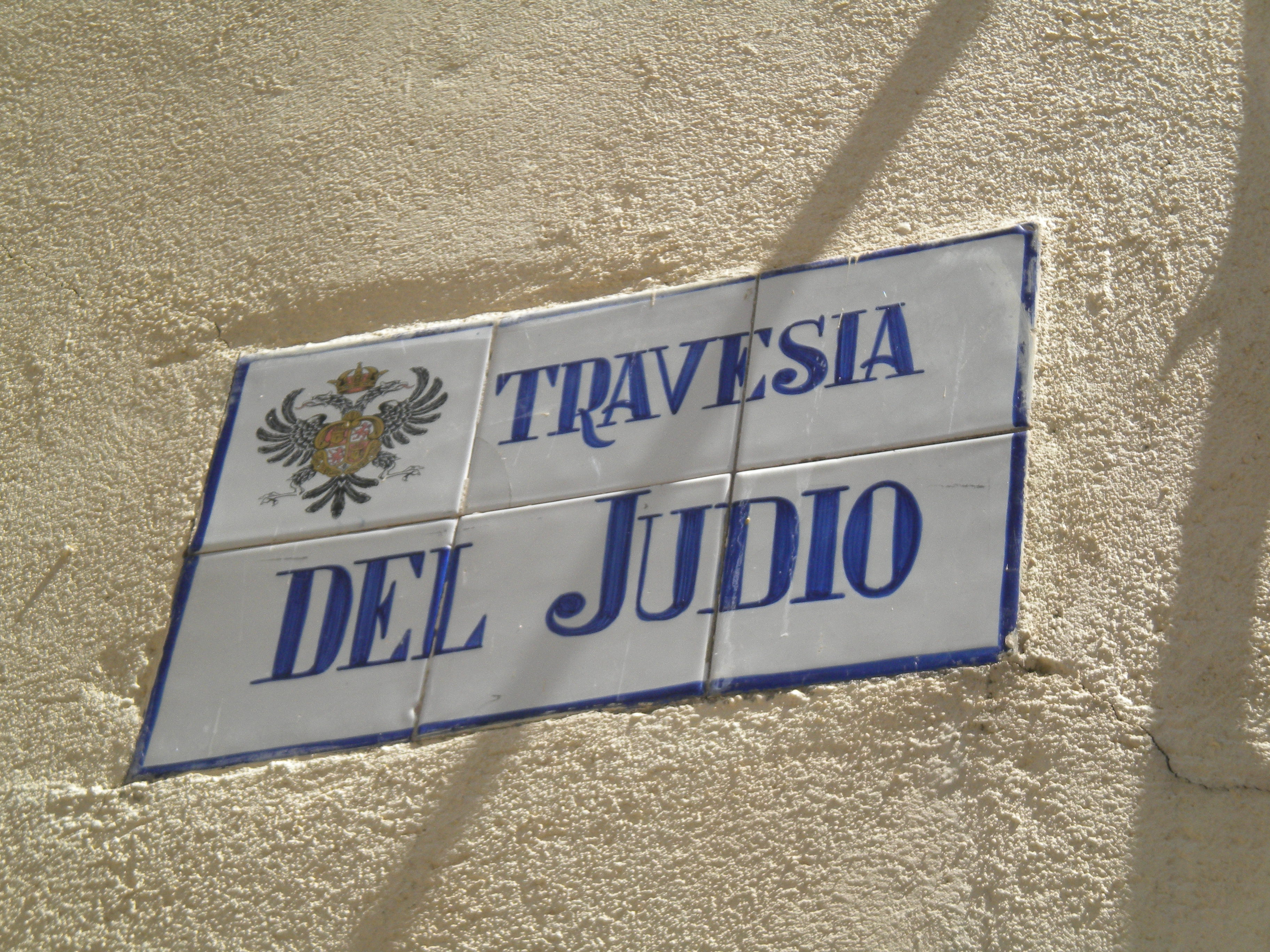
Уличный указатель еврейской улицы в Толедо

Археологические находки свидетельствуют о присутствии евреев в Испании уже в I в. н. э. В годы правления вестготов евреи подвергалиcь значительной дискриминации. Во времена арабского вторжения еврейская община процветала. Переход под власть христианских правителей на первых порах не оказал заметного влияния на жизнь еврейской общины, однако к концу XIV века положение евреев резко ухудшилось. Альгамбрский эдикт 1492 года об изгнании евреев из страны привёл к массовому бегству верующих иудеев.
Евреи открыто исповедующие иудаизм вновь начали селиться в Испании в XIX веке. Первая синагога появилась в Мадриде в 1917 году. В годы Второй мировой войны через Испанию транзитом проследовали большое число евреев, бежавших из оккупированных нацистами стран Европы; некоторые из них получили разрешение на постоянное место жительство в стране. После войны численность евреев увеличилась за счёт мигрантов из стран Латинской Америки.
В настоящий момент число религиозных иудеев в Испании оценивается в 15 тыс. человек. Еврейские общины имеются в крупных городах (в первую очередь в Мадриде, Барселоне и Малаге). Иудейские синагоги также функционируют в Марбелье, Севилье, Торремолиносе, Валенсии и на Канарских островах.

## Другие

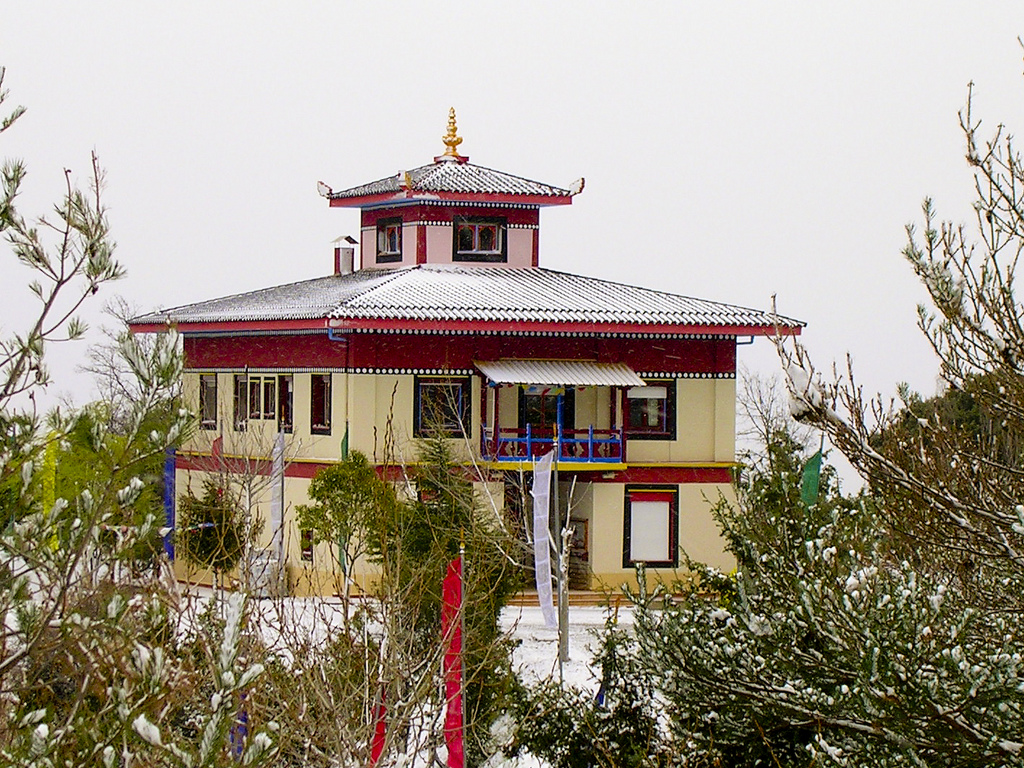
Буддистский монастырь в Арагоне

Заметную религиозную общину в Испании составляют буддисты (47 тыс.). Большинство из них — выходцы из стран Юго-Восточной Азии. Первые индуисты (45 тыс.) переселились в Испанию из Африки, в дальнейшем к ним присоединились выходцы из Индии и некоторых других стран Юго-восточной Азии. Среди испанцев имеются и сторонники неоиндуизма — последователи Международного общества сознания Кришны, Сатья Саи Бабы, Сахаджа-йоги, Трансцендентальной медитации, Ананда марги и др.
Согласно Всемирной христианской базе данных в 2005 году община бахаи насчитывала в стране 13 тыс. человек; первый проповедник бахаи поселился в стране в 1947 году.

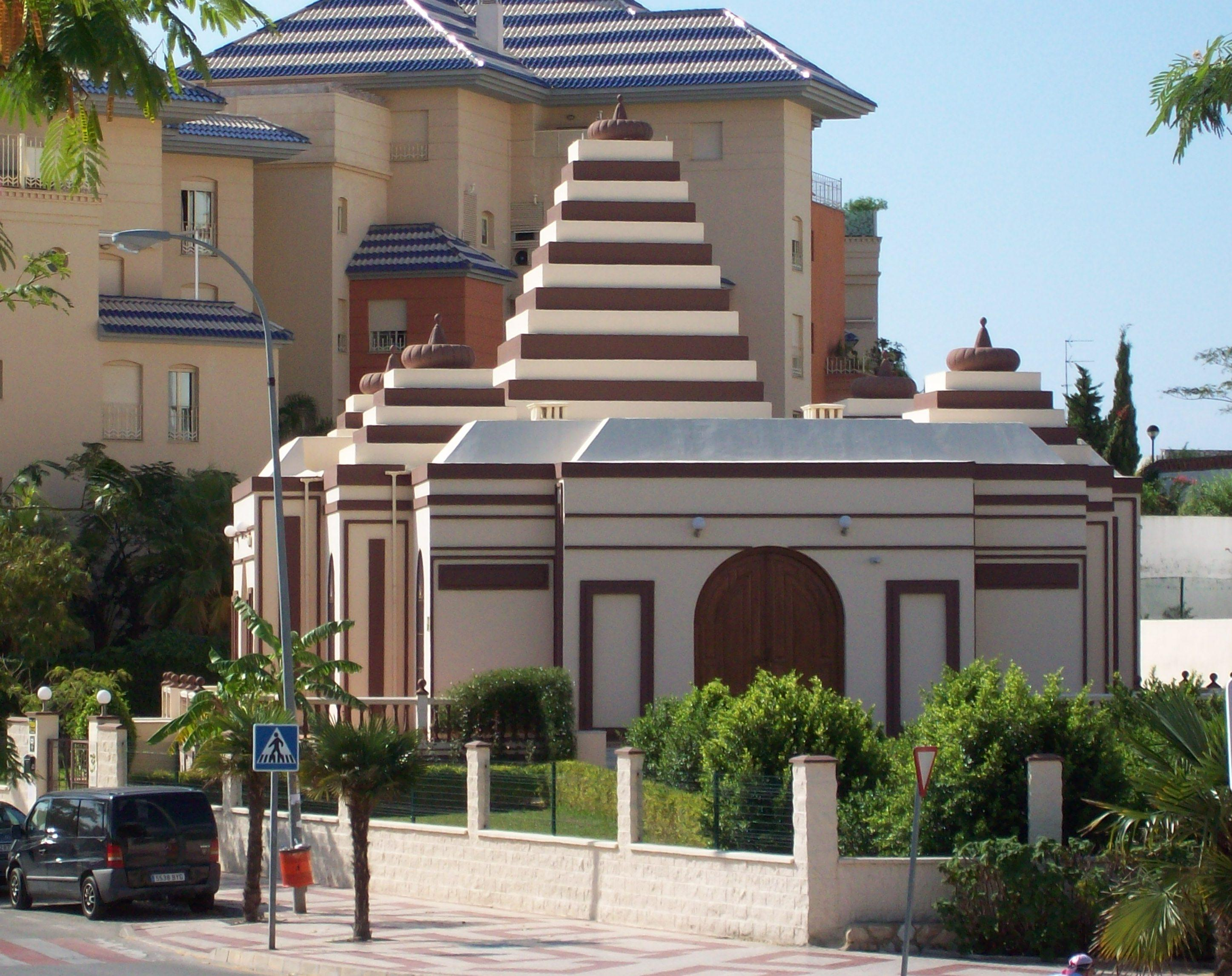
Индуистский храм в Бенальмадене, открытый в 2001 году

Преимущественно в портовых городах страны, имеется небольшое число сикхов (1,4 тыс.). 
Среди живущих в Испании китайцев имеется небольшое число сторонников китайской народной религии. 
Небольшая часть выходцев из Бразилии практикуют ритуалы афробразильской религии макумба (Macumba).
Помимо названных в Испании действуют более 100 других малочисленных религиозных групп и сект. Из этого числа 54 организации классифицируются как «сатанистские»; большинство из них действуют в Мадриде и Барселоне.
Другими религиозными организациями являются группы западной эзотерической традиции, такие как Гностическая церковь Жюля Дуанеля, другие «гностические церкви», Орден восточных тамплиеров, Орден иллюминатов и др. Самой крупной организацией подобного толка является Новый Акрополь (1 тыс. сторонников); численность адептов других групп оценивается в несколько сотен человек каждая. Также в Испании имеются оккультные, эзотерические и синкретические движения группы Нью Эйдж (Теософское общество, движения раэлитов, сайентологов, мунитов и др.), однако общее число их сторонников относительно невелико.

## Не религиозные
Испания — одна из европейских стран, столкнувшихся со снижением доли христиан (главным образом католиков) в последнем поколении и соответствующим ростом не религиозных людей. Ещё в 1975 году 96 % населения страны называли себя христианами. В настоящее время к не религиозным причисляют себя уже 19 % населения страны. По данным некоторых опросов, число таковых ещё выше. В июне 2015 года в ходе опроса Центра социологических исследований 25,4 % респондентов заявили о своей не религиозности (в их числе 9,5 % — убеждённые атеисты и 15,9 % — не верующие). Доля не верующих людей особенно велика среди молодого поколения.